# Maria Beatrix von Österreich-Este

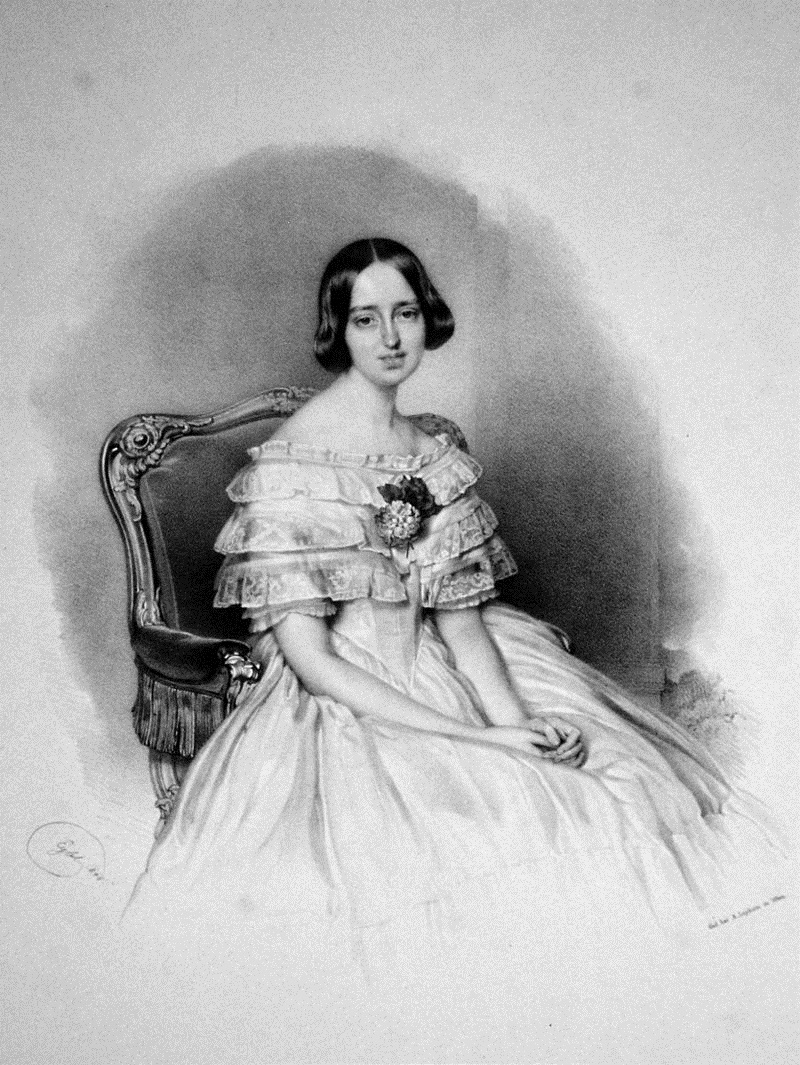
Maria Beatrix von Österreich-Este, Lithographie von Franz Eybl, 1846

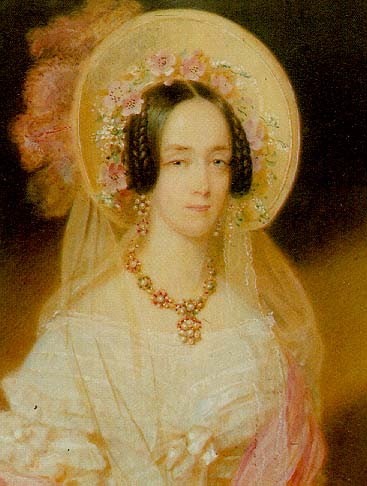
Erzherzogin Maria Beatrix von Österreich-Este

Maria Beatrix Anna Franziska von Österreich-Este (* 13. Februar 1824 in Modena; † 18. März 1906 in Graz) war eine Erzherzogin von Österreich-Este und Prinzessin von Modena sowie durch Heirat Infantin von Spanien und Gräfin von Montizón.

## Leben
Maria Beatrix war die jüngste Tochter des Herzogs Franz IV. von Modena (1779–1846) aus dessen Ehe mit Maria Beatrix (1792–1840), Tochter des Königs Viktor Emanuel I. von Sardinien.
Sie heiratete am 6. Februar 1847 in Modena den der karlistischen Linie des spanischen Königshauses angehörigen Infanten Juan Carlos de Borbón (1822–1887), der als Graf von Montizón seit 1860 als spanischer Thronprätendent auftrat. Die Eheleute lebten in Modena, flohen aber 1848 vor der Revolution nach England.
Maria Beatrix, die sehr religiös erzogen worden war, galt als äußerst konservativ und fromm und geriet bald in Widersprüche zu ihrem liberalen Ehemann, der Einfluss des Klerus und große Sittenstrenge ablehnte. Das Paar trennte sich 1850. Maria Beatrix kehrte nach Modena zurück und wohnte dort mit ihren Kindern. Sie konnte ihre Söhne nicht davon abhalten, in die politischen Wirren in Spanien einzugreifen. Nachdem ihr Mann geisteskrank und ihre Söhne erwachsen waren, trat Maria Beatrix 1872 unter dem Namen Schwester Maria Ignatia vom heiligsten Herzen Jesu in das Karmeliterinnenkloster Graz ein, wo sie auch starb und beigesetzt wurde. In ihrer Zeit im Kloster hatte sie religiöse Werke verfasst.
Maria Beatrix war Trägerin des Sternkreuzordens.

## Nachkommen
Aus ihrer Ehe hatte Maria Beatrix zwei Söhne:
- Carlos María de los Dolores (1848–1909), Herzog von Madrid

⚭ 1867 Prinzessin Margarethe Maria von Bourbon-Parma (1847–1893)
⚭ 1894 Prinzessin Marie Bertha de Rohan (1860–1945)
- Alfonso Carlos (1849–1936), Herzog von San Jaime

⚭ 1871 Prinzessin Maria de las Nieves von Portugal (1852–1941)